# 郭汝
郭汝（1531年—1604年），字子稱，號西圃，山東兗州府濟寧州人，民籍，明朝政治人物。同進士出身。

## 生平
嘉靖四十三年（1564年）甲子科山東鄉試第五十九名舉人，隆慶五年（1571年），登辛未科第三甲第七十三名進士。户部觀政，同年官直隸任丘縣知縣。萬曆五年（1577年）七月擢河南道試御史，六年七月巡按宣大，八年八月出为江西佥事，十年二月升陕西行太僕寺少卿兼佥事，十二年七月遷陕西洮岷道副使，剿平秦州囉賊，次年加右參政銜，仍管洮岷兵备。居岷五载，因母亲李孺人病，十七年請歸奉養，及母去世，不茹酒肉，里人稱为孝子，學憲及諸司颜其堂曰節孝。卒年七十四。

## 家族
曾祖父郭敬；祖父郭幹，壽官；父郭鉞，號牛山，弘治甲子貢士。嫡母賈氏；生母李氏。慈侍下。兄郭潜（教谕）、郭津（知县）、郭治、郭法。